# Seniye Hanimsultan
Seniye Hanımsultan (turco ottomano: سنیه خانم سلطان, "sublime"; Istanbul, 3 ottobre 1843 – Istanbul, 10 dicembre 1913) è stata una principessa ottomana, figlia di Atiye Sultan e suo marito Ahmed Fethi Paşah, e nipote del sultano Mahmud II.

## Biografia
Seniye Hanımsultan nacque a Istanbul, nel Palazzo di Kuruçeşme, il 3 ottobre 1843. Sua madre era Atiye Sultan, figlia del sultano ottomano Mahmud II e della consorte Pervizfelek Kadın, e suo padre Ahmed Fethi Paşah, figlio di Rodoslu Hafız Ahmed Agha e Saliha Hanim. Aveva una sorella minore, Feride Hanimsultan, oltre a due fratellastri e tre sorellastre, figli del primo matrimonio del padre: Mehmed Besim Bey, Mahmud Celaleddin Pasha (che sposò Cemile Sultan, figlia del sultano Abdülmecid I), Ferdane Hanım, Saliha Yeğane Hanım ed Emine Güzide Hanım. 
Nel 1850 sua madre morì e lei e sua sorella ereditarono dapprima il palazzo Emirgan, mentre quello Arnavutköy venne destinato agli ospiti stranieri, e in seguito cedettero l'Emirgan al chedivè d'Egitto in cambio dell'Arnavutköy e della Villa Rıza Pasha.
Nel 1860 sposò Hüseyin Hüsnü Pasha, figlio di Mustafa Nuri Pasha. La cerimonia si tenne a Palazzo Eyüp. Da lui Seniye ebbe un figlio e rimase vedova nel 1899.
Nel 1912 si unì con sua sorella all' "Hilal-i Ahmer Center for Women", una sottosezione dell' "Ottoman Hilal-i Ahmer Association", fondata per fornire assistenza medica alle comunità di Istanbul e della provincia. Seniye finanziava l'associazione con 1500 kuruş annuali. 
Seniye morì il 10 dicembre 1913 e venne sepolta nel mausoleo Yahya Efendi.

## Discendenza
Dal suo matrimonio, Seniye Hanımsultan ebbe un figlio:
- Abdülkemir Paşah (? -?). Ebbe due figlie, Fehire Hanim e Radiye Hanim.

## Onorificenze
- Ordine della Casa di Osman[15]